# Quần đảo Belcher
Quần đảo Belcher (Inuit: Sanikiluaq) là một quần đảo ở mạn đông nam vịnh Hudson. Quần đảo Belcher lan rộng trên một diện tích gần 3.000 kilômét vuông (1.160 dặm vuông Anh). Về hành chính, nó thuộc vùng Qikiqtaaluk của lãnh thổ Nunavut, Canada. Làng Sanikiluaq (nơi hầu hết) nằm trên bờ bắc đảo Flaherty và là điểm dân cư cực nam của Nunavut. Ngoài đảo Flaherty, những đảo lớn khác là đảo Kugong, đảo Tukarak, và đảo Innetalling, đảo Moore, đảo Wiegand, đảo Split, đảo Snape và đảo Mavor. Những nhóm đảo gồm cụm Sleeper, King George, và Bakers Dozen.

## Lịch sử

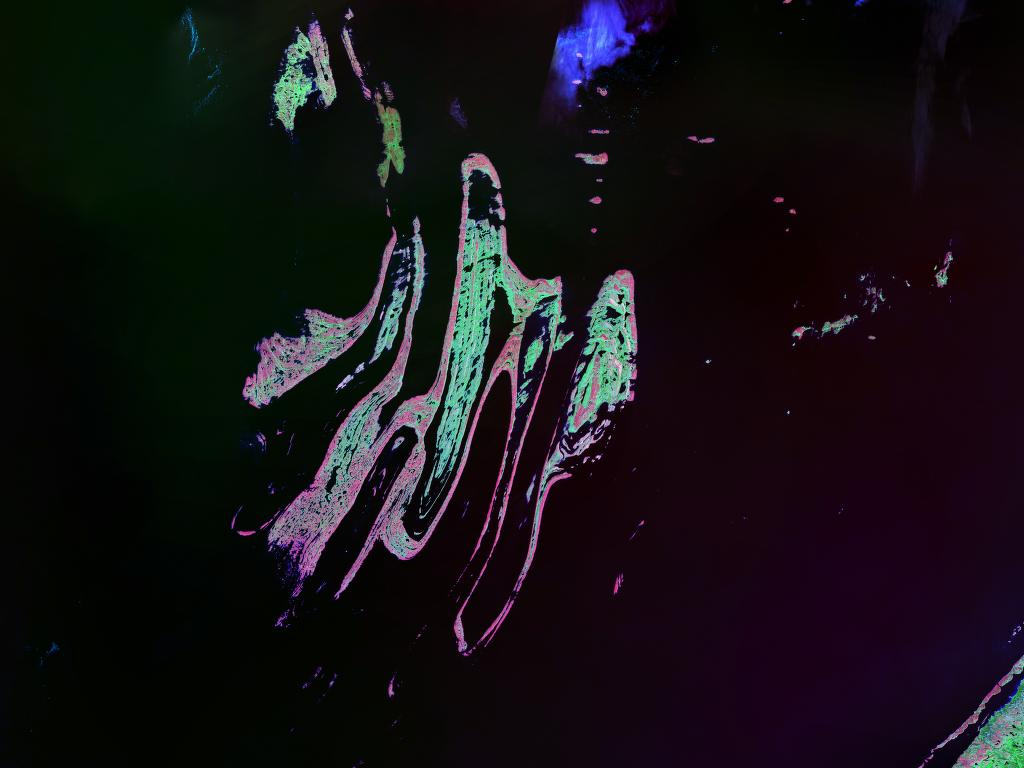
Ảnh vệ tinh landsat chụp quần đảo Belcher

Trước năm 1914, những nhà bản đồ học chưa biết gì nhiều về quần đảo Belcher. Họ vẽ nó bằng những vệt mực ước chừng, làm kích thước quần đảo nhỏ hơn nhiều so với thực thế. Một bản đồ, do George Weetaltuk vẽ, rơi vào tay Robert Flaherty, và những nhà bản đồ học bắt đầu cố thể hiện nó chi tiết hơn. Quần đảo mang tên Đô đốc Hải quân Hoàng gia Anh Sir Edward Belcher (1799-1877).
Năm 1941, một "phong trào tôn giáo" do Charley Ouyerack, Peter Sala và Mina Sala thực hiện đã làm chín người chết.

## Hệ thực vật
Nhiều loài liễu (Salix) giúp hợp nên quần thể cây bụi trên quần đảo. Những loài này gồm liễu đá (Salix vestita), liễu lầy (S. pedicellaris), và liễu Labrador (S. argyrocarpa), cũng như loài lai tự nhiên giữa S. arctica và S. glauca.
Trừ ít nơi, cây cối không mọc nổi ở đây do thiếu đất thích hợp.

## Hệ động vật
Hệ động vật thủy sinh gồm cá voi trắng, moóc, tuần lộc, vịt nhung thường và cú tuyết; tất cả đều hiện diện cả năm. Có thể bắt gặp nhiều loại cá như Salvelinus alpinus, cá tuyết, cá trứng, Cyclopterus lumpus, và Cottoidea. Mối quan hệ lịch sử giữa cộng đồng Sanikiluaq và vịt nhung là chủ đề của bộ phim tài liệu People of a Feather. Đạo diễn, nhà điện ảnh, nhà sinh học Joel Heath danh bảy năm cho dự án này.
Tính đến năm 1998, số lượng tuần lộc Belcher (Rangifer tarandus groenlandicus) là 800 con.